# マトベイ・ブロンスタイン

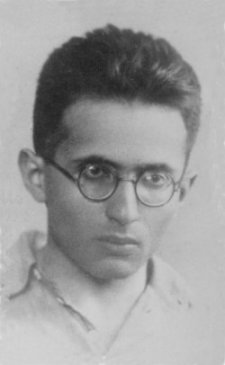
Matvei Petrovich Bronstein

マトヴェイ・ペトロヴィチ・ブロンスタイン（Matvei Petrovich Bronstein、1906年12月2日 - 1938年2月18日）は、ソビエト連邦の量子重力理論の物理学者。ヨシフ・スターリンの大粛清により処刑された。

## 人物・生涯
1906年にロシア帝国のポドリエ県ヴィーンヌィツャに生まれる。
1930年にレニングラード大学物理学科を卒業。相対性理論の研究と共に、子供向けの物理学の解説書も執筆した。
大粛清が始まっていた1937年8月、ブロンスタインはキエフの両親の家で逮捕され、レニングラードへ連行された。容疑は友人のレフ・ランダウとともにスターリンを批判する文章を書いたことである。翌1938年2月3日にスターリン、クリメント・ヴォロシーロフ、ヴャチェスラフ・モロトフ、ラーザリ・カガノーヴィチが承認・署名した"レニングラード地域"の囚人の処刑命令書にブロンスタインも含まれていた。彼は2月18日に有罪判決を受け、レニングラードの刑務所でその日のうちに処刑された。彼の妻は、通信の権利のない10年間の労働刑に処せられた、という虚偽の通告を当局から受け取ったが、翌1940年に処刑されたことを伝えられた。
1957年に名誉回復されたのに伴い、著作が復刻された。

### 家族
- 妻は、ロシアの作家で詩人のコルネイ・チュコフスキーの娘で、同じく作家で詩人のリージャ・チュコフスカヤ（ロシア語版、英語版）。

## 関連文献
- Gennady, Gorelik (1994) (English). Matvei Petrovich Bronstein and Soviet Theoretical Physics in the Thirties. Birkhäuser. ISBN 3034801998